# Martin de Tours
Martin de Tours sau Martin cel Milostiv (n. 316 sau 317 la Sabaria, astăzi Szombathely, Ungaria - d. 397, Candes-Saint-Martin, Franța) a fost, începând cu 371, al treilea episcop de Tours, unul din cei mai populari sfinți în Biserica Catolică, venerat de asemenea ca sfânt în Biserica Ortodoxă și în Biserica Anglicană. În Evul Mediu mormântul său a devenit loc de pelerinaj. Scriitorul bisericesc Gregor de Tours i-a atribuit mai multe minuni, iar regele franc Clovis I l-a proclamat sfânt protector al francilor și al dinastiei merovingiene. De la încăperea în care a fost păstrată mantia (în latină cappa) sfântului Martin, ca parte a tezaurului coroanei, provine termenul modern de capelă, respectiv capelan.
Sfântul Martin este ocrotitorul mai multor localități din lumea întreagă: Tours, Buenos Aires, Mainz, Utrecht, Lucca, Martina Franca, al Diecezei de Szombathely și al Diecezei de Tours etc. Viața sa ne este cunoscută în principal datorită lucrării Viața lui Martin (în franceză Vie de Martin) de Sulpiciu-Sever, unul dintre discipolii săi.
Sfântul Martin este sărbătorit la 11 noiembrie (ziua înmormântării sale în 397). Pe plan local, el mai este sărbătorit și pe 4 iulie (data ridicării la rangul de episcop, în 371), această sărbătoare a zilei Sfântului Martin fiind cunoscută sub denumirea de Sfântul Martin de vară.

## Biografie

### Anii de tinerețe

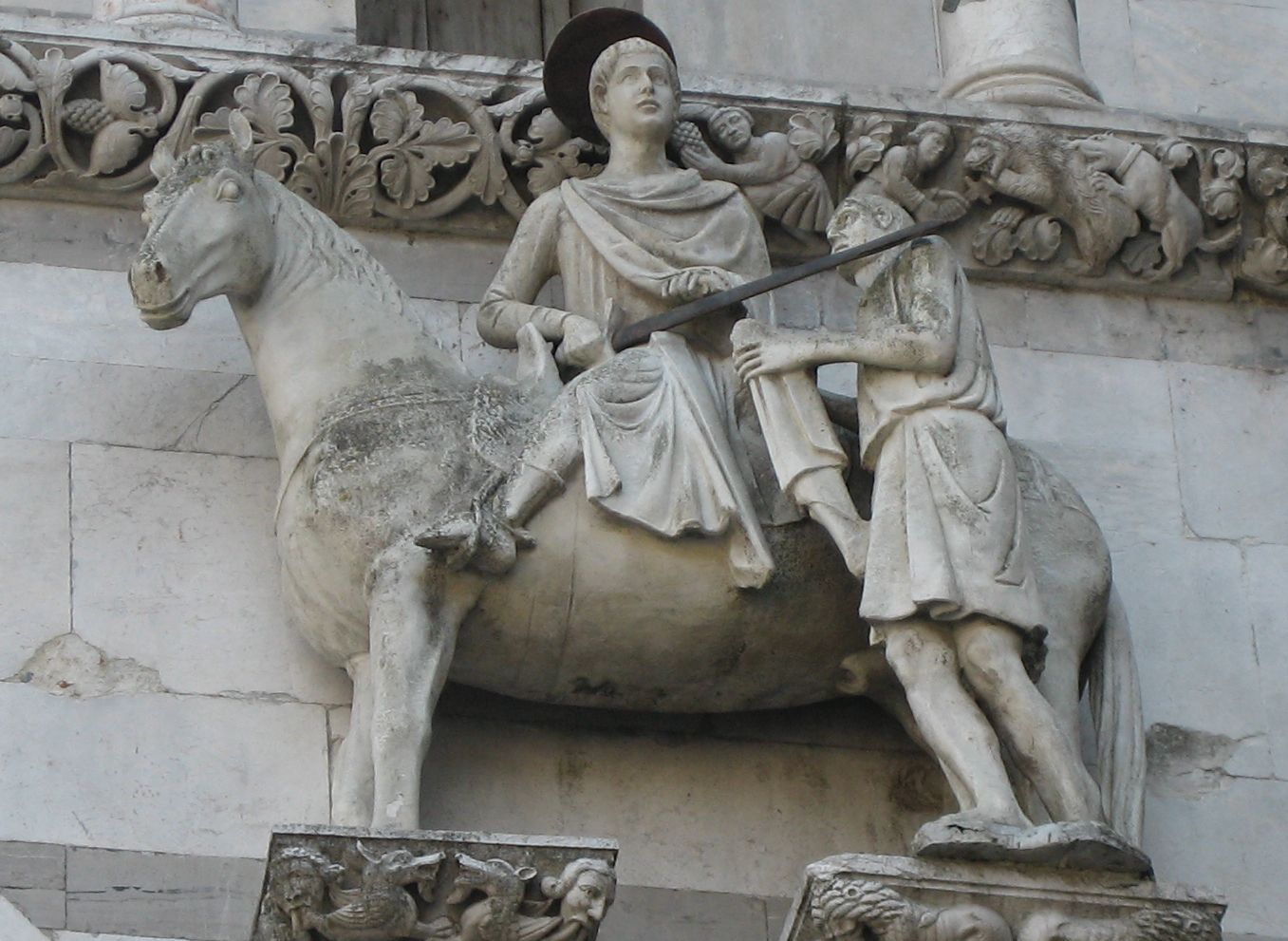
Reprezentarea tradițională cea mai frecventă a Sfântului Martin, tăindu-și mantia în două pentru a ajuta un sărac. Detaliu de pe fațada Catedralei Saint-Martin din Lucca, Italia.

Martin s-a născut în anul 316 în provincia romană Panonia în cetatea Sabaria, actualul oraș Szombathely din Ungaria. Era perioada difuzării accentuate a creștinismului și copilul a intrat probabil în contact cu creștinii.
Tatăl său, a cărui familie era originară din Pavia, Italia de Nord, era tribun militar în Imperiul Roman, adică un ofițer superior însărcinat cu administrarea armatei, și nu este probabil o întâmplare dacă semnificația numelui Martin este dedicat zeului Marte. Oricum, către vârsta de 10 ani, copilul vrea să se convertească la creștinism și se simte atras de slujirea lui Christos.

### Viața în armată
În calitate de fiu al unui magistrat militar, Martin își urmează tatăl peste tot unde acesta era trimis în garnizoană; cu alte cuvinte el este legat ereditar de cariera tatălui său, deci sortit cultului imperial. Tatăl este iritat, văzând cum fiul său se îndreaptă spre o nouă credință: chiar dacă vârsta legală de înrolare este de 17 ani, el îl forțează pe fiul său de 15 ani să intre în armată. Probabil că Martin nu s-a lăsat convins decât pentru a nu vătăma poziția socială a părinților săi, oricât de puternică simțea că este vocația sa.
Nu e mai puțin adevărat că Martin intră în armata romană nu ca simplu soldat: în calitate de fiu de veteran, el are rangul de circitor cu o soldă dublă; rolul circitorului este de a face rondul de noapte și de a inspecta posturile de gardă, asigurând supravegherea garnizoanei pe timp de noapte. În această calitate el are un sclav pe care însă, potrivit hagiografilor săi, îl tratează ca pe propriul său frate.

### Generozitatea Sfântului Martin

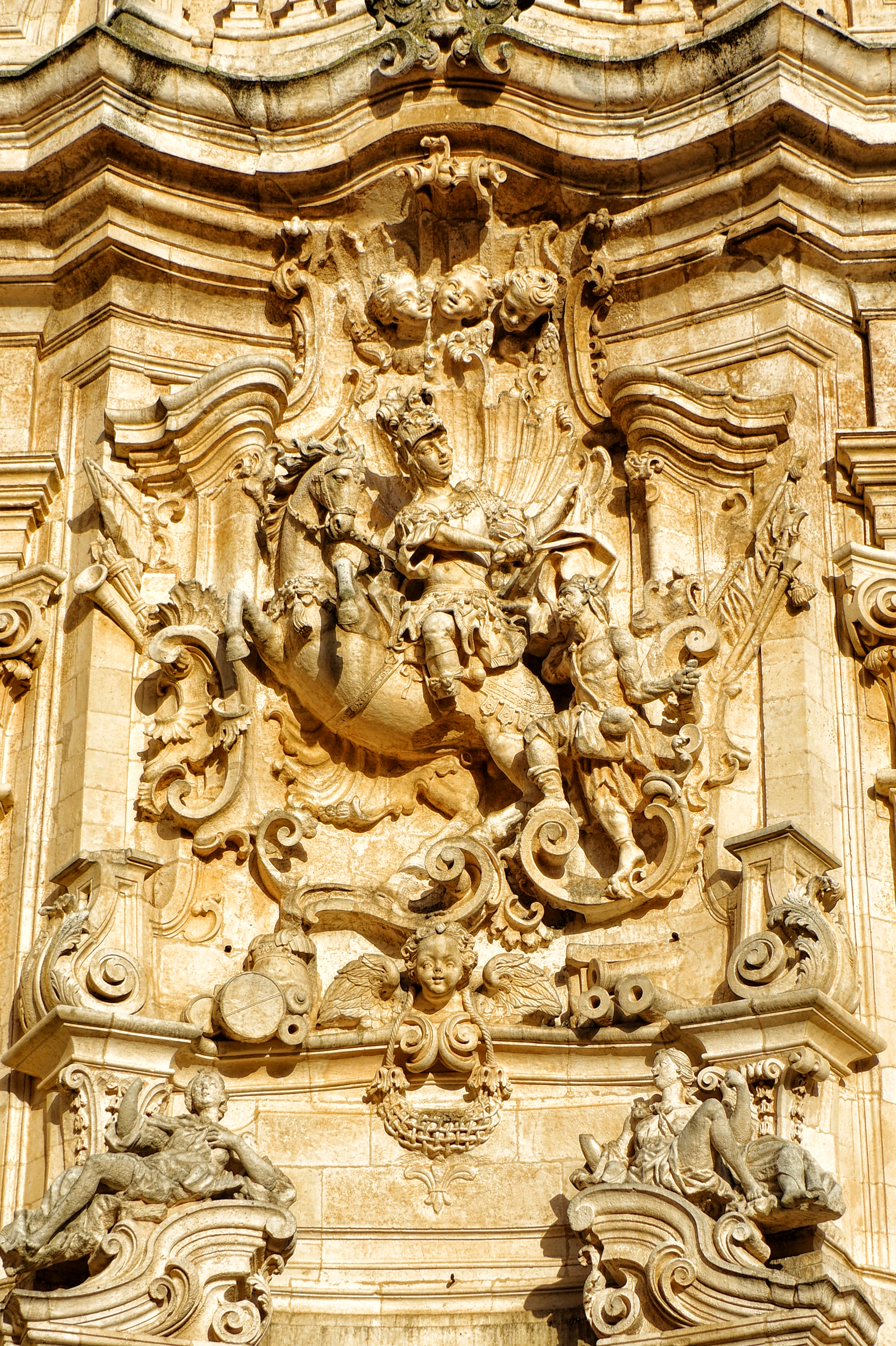
Detaliu de pe fațada bazilicii San Martino din Martina Franca - același tip de reprezentare în stil baroc.

Trimis în Galia, poate pentru că el cunoștea limba celților, cu ocazia unuia dintre rondurile de noapte, într-o seară din iarna anului 338, la Amièns, el îi oferă o parte din mantia sa unui sărac pătruns de frig, căci din soldă nu-i mai rămăsese nimic după ce-și împărțise cu generozitate banii. Martin își taie mantaua în două sau scoate căptușeala mantalei sale îmblănite și în noaptea următoare Hristos îi apare în vis îmbrăcat în aceeași bucată de mantie. Avea pe atunci 18 ani. Ceea ce a rămas din mantaua lui, care la vremea aceea se numea „capă” va fi așezat mai târziu într-o încăpere, pentru a primi cinstirea credincioșilor. Așa se face că diminutivul numelui latinesc al mantalei se află la originea cuvântului capelă (în franceză chapelle, în italiană cappella, în engleză chapel, în germană Kapelle).

### Campania împotriva germanilor pe Rin
A fost timpul în care s-au pregătit marile invazii germanice. Barbarii erau la porțile imperiului; de mult timp deja, trupele auxiliare de pe lângă legiuni sunt formate din mercenari de origine germanică. În martie 354 Martin a participat la campania de pe Rin împotriva alamanilor la Civitas Vangionum în Renania; dar convingerile religioase îi interzic lui Martin să verse sânge, de aceea el refuză să participe la lupte. Pentru a dovedi că nu este laș și că el crede în providență și în protecția divină, el propune să fie folosit ca scut uman. Așa că este legat cu lanțuri și dus în fața dușmanului, moment în care, inexplicabil, barbarii cer pacea.
Potrivit lui Sulpiciu Sever, Martin servește încă 2 ani în armată, apoi cere să fie botezat de sărbătoarea Paștilor tot în garnizoana de la Amiens; această epocă este o perioadă de tranziție, sfârșitul unei domnii și începutul alteia, când toți, chiar și soldații, sunt pătrunși de ideile noi.

### Viața de sihastru

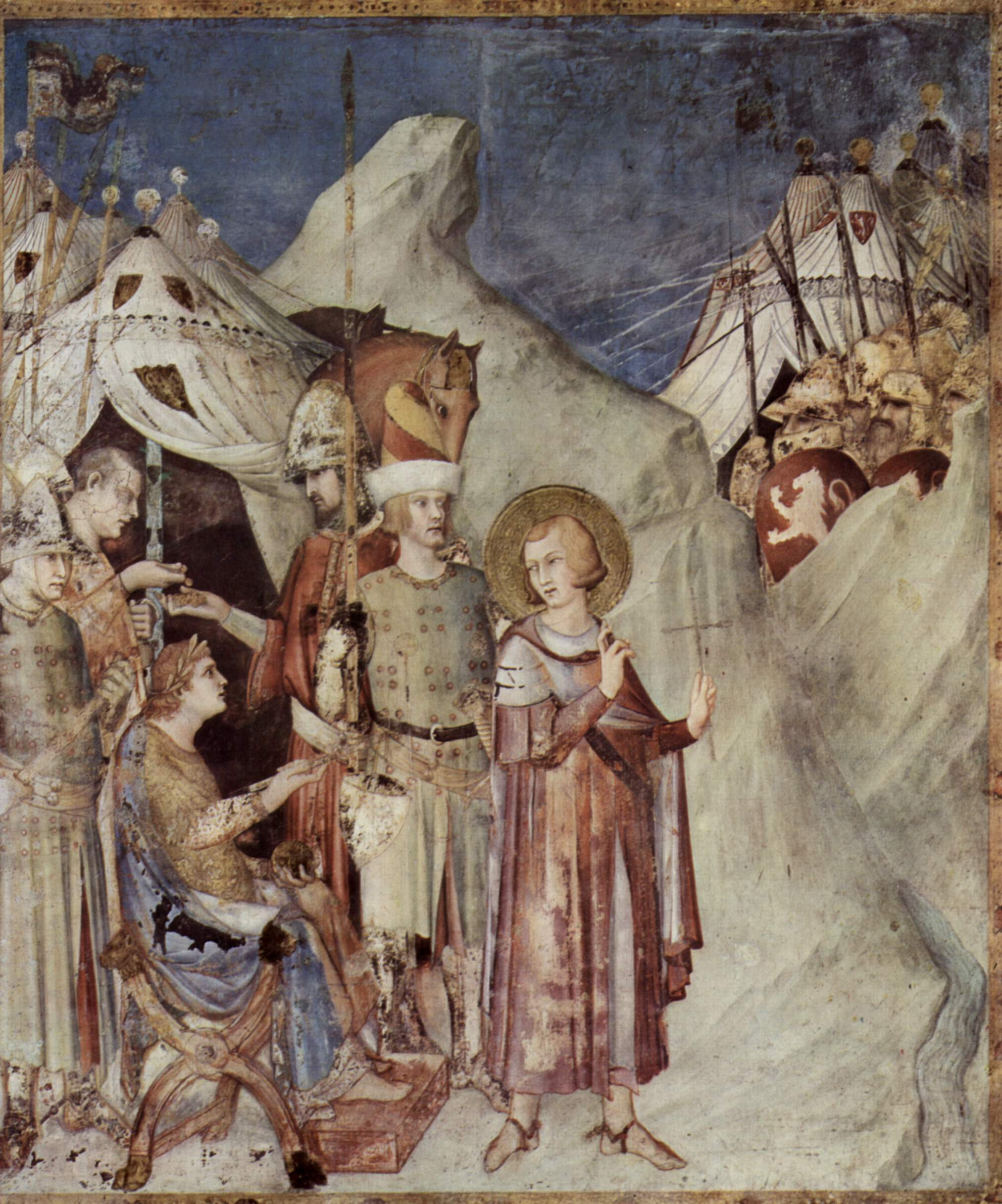
Sfântul Martin renunță la viața militară, de cavaler, pictură de italianul Simone Martini

În 356, putând să părăsească armata, se duce la Poitiers pentru a-l întâlni pe Ilarie, episcopul orașului din 350. Ilarie avea aceeași vârstă și aparținea ca și el aristocrației, dar îmbrățișase credința creștină mai târziu și era mai puțin predispus către mortificare, fiind mai intelectualizat; cu toate acestea Ilarie i-a făcut o impresie plăcută și atunci s-a hotărât să i se alăture.
Statutul său de fost militar, om al războiului, îl împiedică pe Martin să devină preot: el refuză de asemenea funcția de diacon pe care i-o propune episcopul. Deci devine doar exorcist. În cursul aceleiași călătorii, îl întâlni pe diavol.
În regiunea Alpilor, el a fost atacat într-o zi de tâlhari. Unul dintre hoți l-a întrebat dacă îi este teamă. Martin i-a răspuns că n-a avut niciodată atâta curaj ca atunci și că-i compătimește pe hoți. El a început să le explice Evanghelia. Hoții l-au lăsat să plece, iar unul dintre ei chiar i-a cerut lui Martin să se roage pentru el.
Pe atunci, creștinătatea era sfâșiată de niște curente de gândire care se confruntau violent inclusiv la nivel fizic; arienii erau discipolii unui preot, Arie, care neagă că Hristos ar fi Dumnezeu adevărat, Fiul lui Dumnezeu adevărat, spre deosebire de trinitarii din Biserica Romană; în această epocă arienii sunt foarte influenți pe lângă o autoritate politică aflată în căutarea unei noi credințe dintr-un imperiu decadent ce-și simte sfârșitul aproape. În timp ce Ilarie, un trinitar, victimă a dușmanilor săi politici și religioși, cade în dizgrație și este exilat, Martin este avertizat ˝în vis˝ că trebuie să se întoarcă să fie alături de părinții săi în Iliria pentru a-i converti. El reușește să-și convertească mama, dar tatăl său rămâne străin de credința sa; de altfel această atitudine poate să fie doar o simplă tactică, tatăl încercând să-și apere statutul său social privilegiat.
În Iliria, credința dominantă era cea ariană, iar Martin care era un fervent reprezentant al credinței trinitare cu siguranță a trebuit să facă față unor dispute violente cu arienii, căci el este biciuit în public, apoi alungat. Se face nevăzut și se refugiază la Milano, dar acolo, de asemenea, arienii domină și Martin este din nou izgonit. Împreună cu un preot, el își găsește adăpost pe o insulă pustie, Gallinara, nu departe de portul Albenga, unde se hrănește cu rădăcini și ierburi sălbatice. Martin se otrăvește cu spânz și este cât pe ce să moară.
În 360, cu canoanele sinodului de la Niceea, trinitarii își recâștigă definitiv influența politică, iar Ilarie se întoarce la episcopia lui. Martin este informat despre eveniment și, la rândul lui, se întoarce la Poitiers.
Pe atunci în vârstă de 44 de ani, el se instalează pe un domeniu galo-roman pe care Ilarie i-l recomandă, în apropiere de Poitiers. Martin creează acolo o mică sihăstrie, pe care tradiția o situează la 8 km de oraș: mănăstirea Ligugé, unde este regăsit de discipoli. El întemeiază astfel prima comunitatea monahală situată în Galia. Această primă mănăstire este locul activității de evanghelizare a Sf. Martin timp de zece ani. El săvârșește aici primele sale minuni, făcându-se remarcat de oamenii simpli, care îl consideră un om sfânt.

### Episcop de Tours
În anul 371 episcopul de Tours, Lidoriu, moare; locuitorii vor să-l aleagă pe Martin, dar acesta optase pentru o cu totul altă cale și nu aspira la demnitatea de episcop. Prin urmare, localnicii îl aduc la Tours și îl proclamă episcop la 4 iulie 371, în pofida voinței lui; Martin se supune gândindu-se că acolo este vorba despre voința divină fără nicio îndoială (Un caz identic de constrângere în fața refuzului se va repeta și în anul 435 cu Eucher din Lyon.)

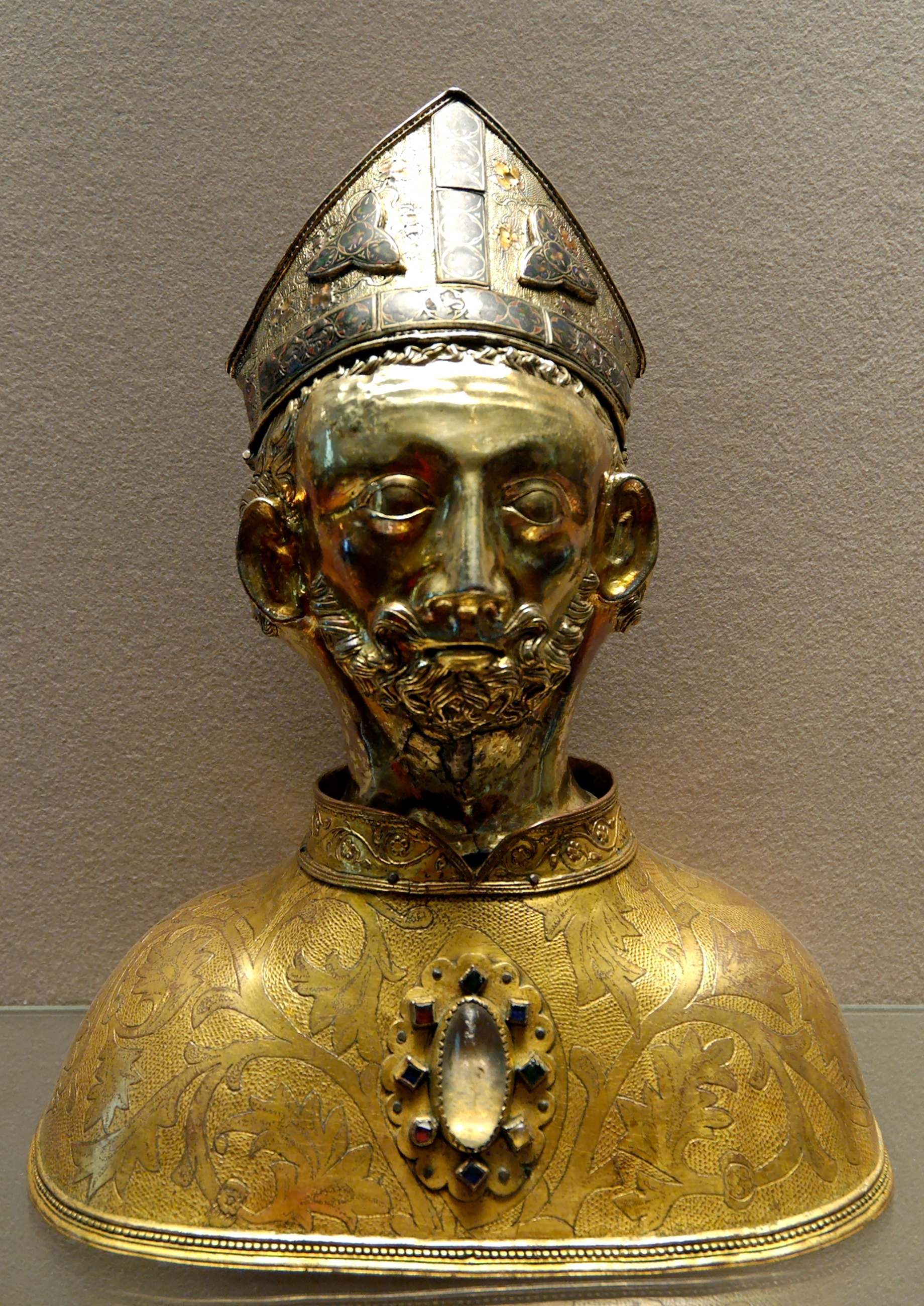
Relicvar de la sfârșitul secolului al XIV-lea în care, potrivit tradiției, s-ar afla capul Sfântului Martin, argint și cupru, inițial expus în biserica din Soudeilles, actualmente păstrat la Luvru.

Ceilalți episcopi nu prea îl iubesc deoarece arată jalnic din cauza mortificărilor și renunțărilor excesive pe care le practică, poartă veșminte rustice și grosolane.
Dar nici de acum înainte, chiar dacă este episcop, nu-și modifică stilul său de viață. Creează o nouă sihăstrie la 3 km, situată la NE de zidurile cetății: aceasta este originea abației Marmoutier, având ca reguli sărăcia, pocăința și rugăciunea. Călugării trebuie să se îmbrace în haine aspre, după modelul Sf. Ioan Botezătorul care purta haine din păr de cămilă. Ei copiază manuscrise, pescuiesc din Loara; viața lor este foarte apropiată de ceea ce putem citi în Evanghelii despre viața primilor apostoli: călugări ermiți adăpostindu-se, troglodiți, în peșteri săpate în malurile abrupte ale Loarei.
Mănăstirea Marmoutier este construită în pădure; Martin trăiește într-o colibă de lemn în care respinge ˝aparițiile diavolești și vorbește cu îngerii și cu sfinții˝: Martin duce o viață plină de un curaj bărbătesc și cazon pe care o impune în comunitatea sa.
În vremea respectivă, toată lumea călătorea fie pe jos, fie călare pe măgari, fie cu barca pe Loara; iar Martin este mereu însoțit de călugării și discipolii săi, fără îndoială în mare parte din motive de securitate deoarece, nu de puține ori, el călătorește foarte departe de Tours. În alte ținuturi, autoritatea episcopului este limitată la incinta cetății, cu Martin ea iese în afara zidurilor și pătrunde profund în interiorul regiunilor din jur. Martin pare că a străbătut în lung și în lat teritoriul Galiei; iar acolo unde n-a putut să meargă, i-a trimis pe călugării săi.
În această perioadă satele sunt păgâne, el le parcurge astfel distrugând temple și idoli. El pune, spre exemplu, să fie doborât un pin sacru.
Predicile pe care Martin le rostește în fața țăranilor se dovedesc foarte eficiente, exemplul personal și refuzul violenței asigurându-i respectul acestora. El propovăduiește prin cuvânt și prin tăria credinței sale, știe să le vorbească celor din popor și folosește de minune psihologia deoarece cunoaște ca nimeni altul realitățile cotidiene; utilizează parabole simple așa cum proceda însuși Hristos pentru a se face înțeles mai ales de oamenii de rând: astfel despre o oaie tunsă el spune că aceasta nu face altceva decât să ducă la îndeplinire cuvântul evangheliei: din ceea ce ai, trebuie să dai și celuilalt. 
Martin înlocuiește sanctuarele păgâne cu biserici și schituri și, înțelegând extrem de bine omul de la sat și nevoile sale, el caută mijloacele de a-l converti, deși la vremea respectivă credința creștină era cultivată în principal la oraș.
Mănăstirea Marmoutier servește și drept centru de formare pentru evanghelizarea și colonizarea spirituală a satelor; aceasta este în principal prima bază de propagare a creștinismului în Galia.
Martin de Tours este prezent la Trèves când episcopii spanioli Hydace și Ithace îi cer împăratului Maxim condamnarea lui Priscilian. Acesta este condamnat (de instanța civilă) pentru vrăjitorie. Împreună cu Ambrozie al Milanului (delegat de tânărul împărat Valentinian al II-lea), Martin cere iertare pentru Priscilian. Deși Ambrozie, este amenințat cu moartea de împărat și nu-l mai poate susține, Martin îl înduplecă pe Maxim să nu-i persecute pe discipolii lui Priscilian. Papa Siriciu se va ridica mai târziu împotriva procedeelor utilizate de împăratul Maxim.
În continuare Martin de Tours refuză cu încăpățânare să participe la întrunirile episcopale ceea ce, alături de eforturile sale de a-l salva de la moarte pe Priscilian, l-a făcut suspect de erezie. Împăratul Teodosie I declară nule deciziile lui Maxim în această problemă; Ithace va fi caterisit câțiva ani mai târziu, iar Hydace își va da demisia din funcția de episcop pe care o ocupa.
Mănăstirea de la Marmoutier număra 80 de frați, trăind în comuniune, proveniți în mare parte din aristocrație, ceea ce îi permitea lui Martin să se bucure de o mare influență și să fie primit chiar de capetele încoronate. Există de acum înainte o complicitate între împărați și episcopi, între puterea noii credințe și puterea politică. Ceea ce nu-l împiedică pe Martin ca, la masa împăratului, să-l servească mai întâi pe preotul care îl însoțește și să explice că sacerdoțiul este mai important decât purpura imperială.
Într-o zi, văzând niște pescăruși albaștri cum se luptă între ei pentru pești, el le explică discipolilor săi că la fel se luptă și demonii pentru sufletele creștinilor. Și de atunci aceste păsări au luat numele episcopului; în limba franceză ele se numesc martins-pêcheurs.

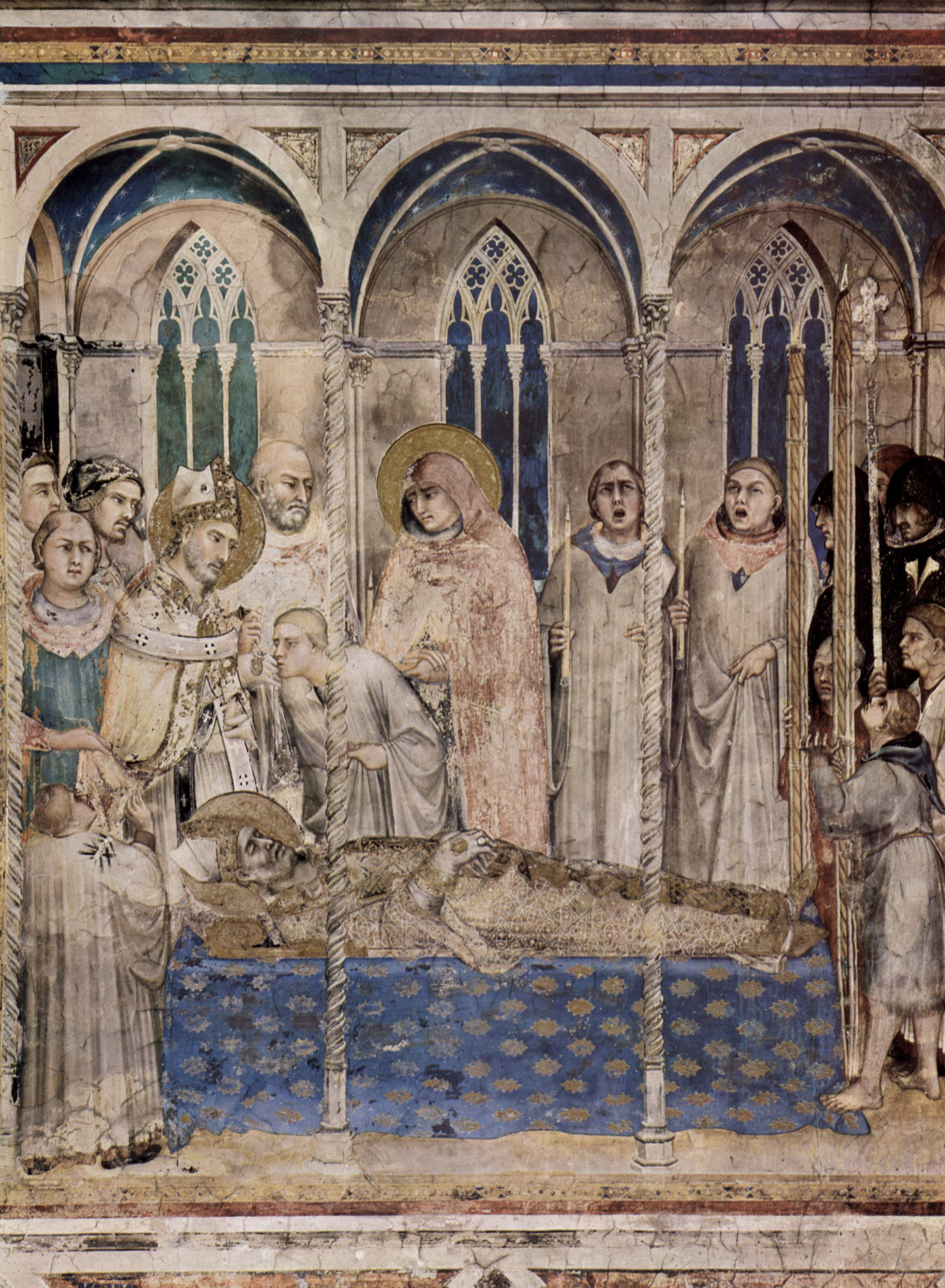
Reprezentare a morții sfântului, de Simone Martini

În amurgul vieții, sunt solicitate prezența și intervenția sa pentru a-i reconcilia pe clericii de la Candes pe Loara, la Vest de Tours; imperativul de a asigura unitatea Bisericii face ca în ciuda bătrâneții sale, el să decidă să meargă acolo. Intervenția sa este încununată de succes, dar în ziua următoare, epuizat de această viață de ostaș al lui Hristos, Martin moare la Candes, la sfârșitul toamnei, pe data de 8 noiembrie 397, pe un pat de cenușă cum mureau oamenii sfinți; revendicat atât de cei din regiunea Poitou, cât si de cei din Touraine, corpul său este luat de aceștia din urmă și dus rapid pe fluviu până la Tours, unde este înhumat pe 11 noiembrie.
O legendă pretinde că florile au înflorit în plină lună noiembrie, la trecerea corpului său pe fluviu între Candes și Tours. Acest fenomen uimitor va da naștere expresiei ˝Vara Sfântului Martin˝. Succesorul Sf. Martin este Brice, unul dintre discipolii săi.

## Posteritate
Deși minunile lui Martin de Tours erau deja cunoscute încă din timpul vieții sale, dincolo de frontierele diecezei, deși el predica Evanghelia prin sate și cu toate că Sulpiciu Sever îl consideră egal cu apostolii, el nu pare să-și fi organizat activitatea. La scurt timp după moarte, pe locul unde a fost înmormântat, a apărut un mic paraclis, care în anul 818 a fost înlocuit cu o biserică. Aceasta a fost reconstruită și mărită în 1014, după raidurile vikingilor, apoi Hervé de Buzanceau face același lucru în 1203, în urma marelui incendiu care a pârjolit orașul Tours. Așa a apărut Bazilica Sf. Martin de Tours, în care slujeau 200 de canonici. Ea a devenit un important centru de pelerinaje, cu atât mai mult, cu cât dispunea de un dublu deambulatoriu, iar moaștele sfântului, așezate într-o raclă de aur în 1424, prin grija regelui Charles VII, erau puse la dispoziția credincioșilor spre închinare. Treptat, însă, starea de abandonare și vechimea clădirilor, la care se adaugă distrugerile suferite în timpul războaielor religioase, cauzate de hughenoți mai ales în 1562, au dus la decizia de a demola bazilica; bolta acesteia se și prăbușise în 1797, cu ocazia unor lucrări de reorganizare urbanistică, în urma cărora doar turnul cu ceas și turnul lui Carol cel Mare au mai rămas în picioare, acesta din urmă prăbușindu-se, la rândul lui, în anul 1928. Dar o altă bazilică, în cripta căreia se află actualmente mormântul sfântului Martin, ceva mai mică și orientatată perpendicular față de precedenta, a fost reconstruită între 1886 și 1924. 

### În Galia

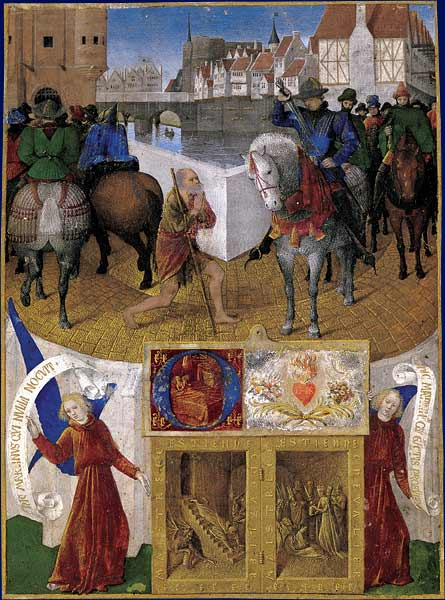
Reprezentare a unor momente din viața sfântului.

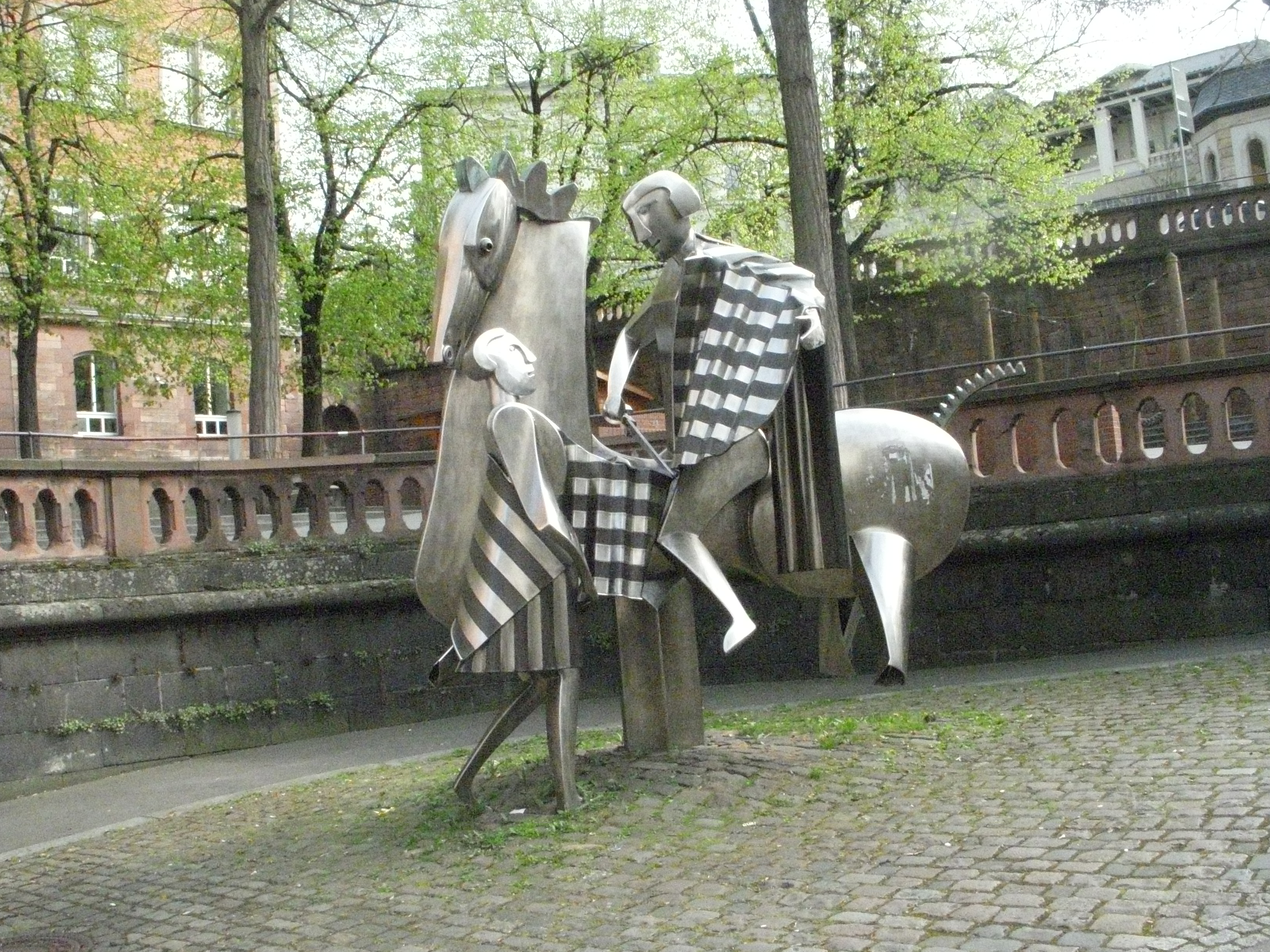
Sculptură contemporană din fața școlii Martinusschule din Mainz, orașul vechi.

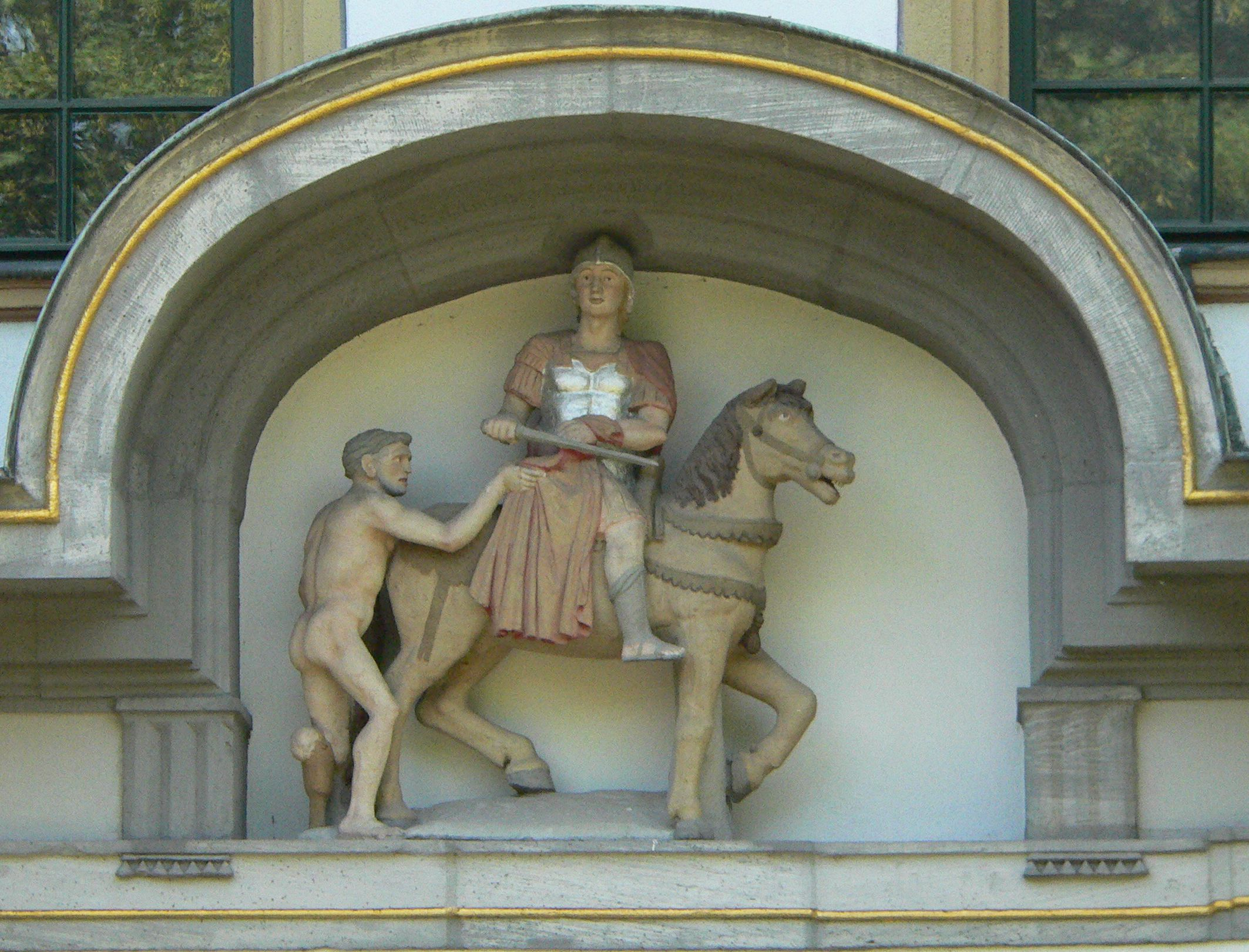
Detaliu deasupra ușii castelului din Höchst: Sfântul Martin împărțindu-și mantia cu un cerșetor

Importanța istorică a lui Martin de Tours ține mai ales de faptul că el a creat primele mănăstiri din Galia și că a format clerici prin calea monahală. Mai întâi admirat de prietenii care l-au luat ca model (Sulpiciu Sever, Paulin de Nola), cultul său a fost instaurat de succesorii la tronul episcopal din Tours, care au știut să facă din bazilica lor un sanctuar. Locul pe care îl ocupă cultul Sf. Martin în liturghie și literatura sacră este datorat mai ales acțiunii lui Perpetuus (†ca. 490), cu un ˝Indiculus˝ (lista) al minunilor săvârșite de el, care (la inițiativa lui) a fost versificat de Paulin de Périgueux și de Grégoire de Tours († 594), care a întocmit și el o listă a minunilor pusă în versuri de Venantius Fortunatus. Astfel, încă din sec. al V-lea, orașul Tours devenise primul loc de pelerinaj din Galia; alegerea lui Martin de Tours ca patron spiritual tutelar al Merovingienilor este realizată sub Clovis. Tours rămâne în continuare un important centru spiritual. În perioada carolingiană, Alcuin, consilierul lui Charlemagne, a fost numit abate de St. Martin de Tours și de Cormery. Aceste mănăstiri au constituit centre importante ale renașterii carolingiene în jurul anului 800. Catedrala din Mainz, din inima Germaniei francilor, este de asemenea închinată Sf. Martin.
Mantia Sf. Martin de Tours (din latinescul cappa), care a fost trimisă ca relicvă la capela palatină din Aix-la-Chapelle a lui Carol cel Mare, este la originea cuvântului ˝capelă˝, adică locul unde se păstra ˝veșmântul˝ sfântului care era luat în timpul bătăliilor și purtat în chip de stindard.
Tot de la acest cuvânt provine și ˝Capet˝, numele celei de-a treia dinastii a regilor Franței: Franci Capețieni. Astfel, de la constituirea regatului Austrasiei până la sfârșitul Vechiului Regim, Sf. Martin rămâne un simbol al unității francilor, apoi a francezilor.
Actualmente, mai mult de 236 comune îi poartă numele în Franța și peste 4.000 de biserici poartă acest hram; numele său de botez a devenit numele de familie cel mai frecvent din Franța.
O comunitate de preoți și de diaconi de mir, comunitatea Sf. Martin, fondată în 1976 și prezentă mai ales în Franța, și l-a ales drept patron spiritual.

### Sărbătoarea Sfântului Martin în Flandra și în Belgia
Pe teritoriul Flandrei istorice (în principal în Westhoek, pe valea râului Dender și la Beveren), Sf. Martin este sărbătorit în seara zilei de 10 noiembrie (11 noiembrie înaintea celui de-al Doilea Război Mondial).
Într-adevăr, potrivit legendei, în timp ce vestea evanghelia pe coastele flamande, Sf. Martin și-ar fi pierdut măgarul plecat la păscut altundeva, pe când el încerca să le propovăduiască păcătoșilor dintr-un mic sat, viitorul Dunkerque. La căderea nopții, copiii din sat plecând în căutarea măgarului, fiecare fiind înarmat cu câte un felinar, l-au găsit pe dune, mâncând scaieți și părușcă (Ammophila arenaria).
Pentru a le mulțumi, Sf. Martin a transformat micile băligi ale măgarului în brioșe cu forma specifică, pe care oamenii din partea locului le numesc folard (Voolaeren, în flamanda occidentală) sau craquandoules.
În Flandra franceză, în seara de Sf. Martin, copiii cântă acest cântec:
˝Sf Martin 
 Bea vin 
 Pe strada Capucini. 
 De cinstit a cinstit, 
 Dar n-a mai plătit. 
 Afară a fost dat 
 Cu mătura alungat˝

colindând pe stradă, cu un felinar în formă de cap de om, scobit într-o sfeclă de zahăr. Cu această ocazie lumea le oferă un folard și o portocală și este organizat concursul celui mai frumos felinar.
Acest mod de a-l sărbători pe Sf. Martin arată în mod convingător că s-a încercat creștinarea unor obiceiuri vechi legate de sărbătoarea păgână Samain care, în S.U.A., a supraviețuit sub denumirea de Hallowen. Dar, spre deosebire de Hallowen care este o sărbătoare a nopții și a morții, sărbătoarea Sf. Martin este o sărbătoare a vieții și luminii. Samain reprezintă renașterea, cu alte cuvinte ambele aspecte simultan. Plus că, potrivit calendarullui Coligny, această perioadă coincidea cu a anului nou la gali.
O tradiție similară mai există și în Alsacia, în Germania în landul Baden și în Olanda.
Deși este o sărbătoare creștină, în Flandra, Sf. Martin este sărbătorit inclusiv în școlile laice, la fel ca și Crăciunul.
Mai este sărbătorit și la Visé (Liège) deoarece, din 1579, Sf. Martin este patronul archebuzierilor, care îl celebrează în fiecare an, încă de la înființarea breslei lor (a se consulta articolele despre Archebuzierii din Visé). În cantoanele din estul Franței de asemenea, Sf. Martin rămâne ca și în Germania un sfânt foarte popular a cărui sărbătoare dă ocazia unor manifestări similare celor pe care le găsim în Flandra.

### Sărbătoarea Sf. Martin în Elveția
În Elveția, ziua Sf. Martin este o sărbătoare gastronomică celebrată în Ajoie, din cantonul Jura (a se consulta articolul wikipedia: St. Martin - fête suisse).

### Sărbătoarea Sf. Martin în Germania, Austria și Belgia

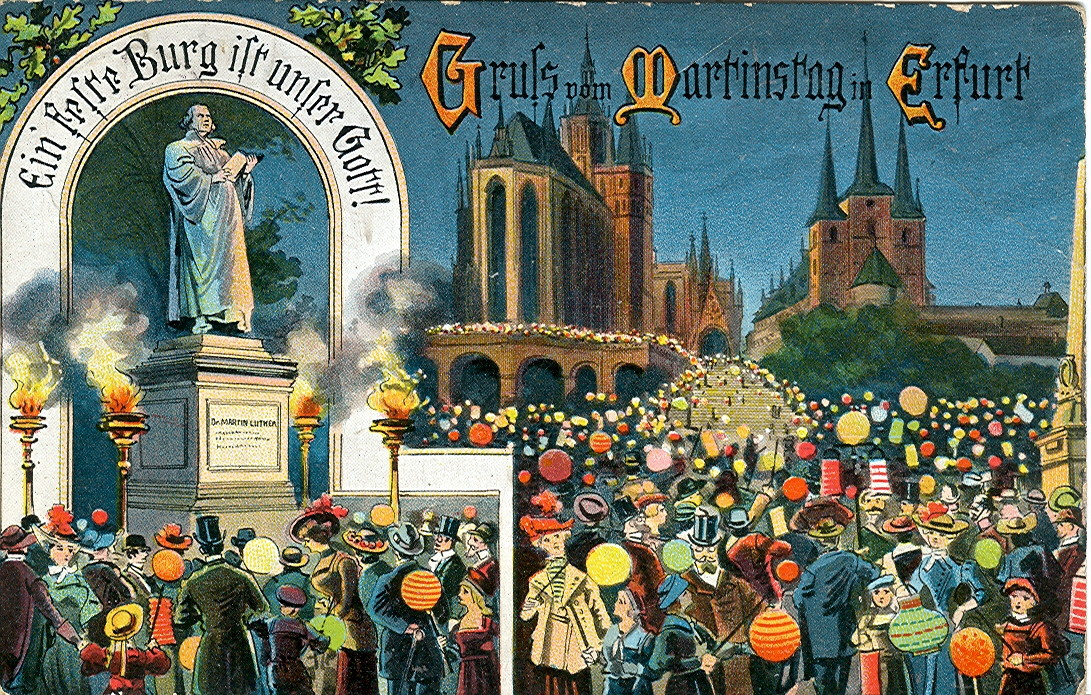
Carte poștală din 1913. Cele mai frumoase urări de Sf. Martin, la Erfurt (Germania).

Întrucât sărbătoarea Sfântului Martin cade spre sfârșitul anului agricol, al perioadei recoltelor, odinioară locuitorii se adunau într-o piață, unde organizau un mare ospăț, la lumina unui foc de tabără. În Germania și Austria sărbătoarea Sf. Martin, simbol al milosteniei, este mereu celebrată prin parade cu felinare, acestea fiind în general purtate sau chiar confecționate de copii. Se organizează de asemenea, focuri de tabără. Este o sărbătoare a luminii. Unii copii merg din casă în casă, pe la vecinii din cartierul lor, pentru a cere bomboane în schimbul unui cântec. Seara, orașele sunt uneori decorate cu felinare și nu de puține ori târgurile locale coincid cu data acestui eveniment.
Mâncarea tradițională în astfel de situații este friptura de gâscă (în Austria Martinigansl); aceasta este o pasăre de curte care la începutul lui noiembrie a ajuns tocmai bună de pus la cuptor și în plus, ea amintește despre legenda potrivit căreia cioporul de gâște l-ar fi dat de gol pe omul sfânt, ascuns în mijlocul lor pentru că nu voia să fie făcut episcop de Tours. De asemenea, se prepară anumite dulciuri, precum prăjiturile Weckmänner, numite și Stutenkerle, sau Martinsbrezeln. 
Sf. Martin este unul dintre sfinții cei mai populari din Belgia unde, numai în Valonia, îi sunt închinate peste 500 de biserici și capele. Din 1579, Sf. Martin este de asemenea ocrotitorul archebuzierilor din orașul Visé, situat în provincia Liège. Pe 11 noiembrie, Archebuzierii Liberi organizează și ei un banchet, ocazie cu care mănâncă friptura de gâscă a Sf. Martin; în plus, de secole, gâsca este specialitatea culinară a orașului Visé, unde aceasta este servită cu un sos alb de usturoi. Sărbătoarea Sf. Martin mai este prăznuită și în nordul Belgiei, în ținutul Flandres, ca și în cantoanele care odinioară țineau de Prusia, în comune precum Eupen (germanofonă) sau Malmedy (francofonă).

### Sf. Martin, ocrotitorul orașului Buenos Aires
Potrivit unei vechi tradiții, întemeietorii acestei așezări s-ar fi întrunit în octombrie 1580 pentru a alege un sfânt patron, protector spiritual al orașului. S-a organizat o tragere la sorți, în urma căreia a fost desemnat Sf. Martin. Oarecum dezamăgiți că le-a fost hărăzit un sfânt francez, întemeietorii orașului au luat-o de la capăt, dar sorții l-au reconfirmat pe Sf. Martin.
Actualmente, catedrala din Buenos Aires adăpostește, unul lângă altul, trei San Martin:
- Martin de Tours
- Martin de Porres
- José de San Martín

### Diverse
În anii 1920, la inițiativa canonicului Rutard, preot al diecezei de Tours, a fost creat un cămin-seminar, instalat într-o clădire lipită spre est de Bazilica Sf. Martin, pe strada Baleschoux, nr. 3. Tinerii formați de canonicul Rutard și echipa sa, "Micii clerici ai Sf. Martin", proveneau din dieceze franceze "bogate" vocațional (în principal din centrul și vestul țării), atât din mediul sătesc, cât și din cel urban. Elevii, inițial instruiți la fața locului, își urmau apoi studiile în colegiile și liceele din împrejurimi. Asigurând un serviciu religios zilnic și duminical la Bazilica Sf. Martin, practicând cântul gregorian cultivat la Bazilică, Micii Clerici, după ce absolveau Marele Seminar Diecezan, erau primiți în rândul clericilor din dieceza Tours. Susținută de generozitatea locuitorilor din Tours, această instituție era administrată ca o mare familie primitoare. O pedagogie dee familie îi educa acolo pe tineri, dezvoltându-le simțul responsabilității, bazat pe încrederea reciprocă și se traducea adesea printr-o formă de autodisciplină destul de liber acceptată, grupul fiind cel care îl "punea la punct" pe eventualul contravenient. Acest gen de disciplină colectivă și individuală, un fel de contract de stil de viață, nu de puține ori i-a uimit pe vizitatori. Instituția a format aproximativ 100 de preoți pentru dieceza Tours. "Micii Clerici ai Sf. Martin", "scumpa casă" pentru cei mai în vârstă, și-a încetat existența în anul 1970.
Sfântul Martin din Tours este de asemenea ocrotitorul parohiei Saint-Martin-de-Rivière-au-Renard în Gaspésie, din provincia Quebec (Canada) și al bisericilor din Buják, Feldebrő, Gyöngyösfalu, Halászi, Hévízgyörk, Hollókő, Kemenesszentmárton, Kópháza, Ólmod, Rajka, Söpte, Doba și din Szombathely, Ungaria.

## Galerie de imagini

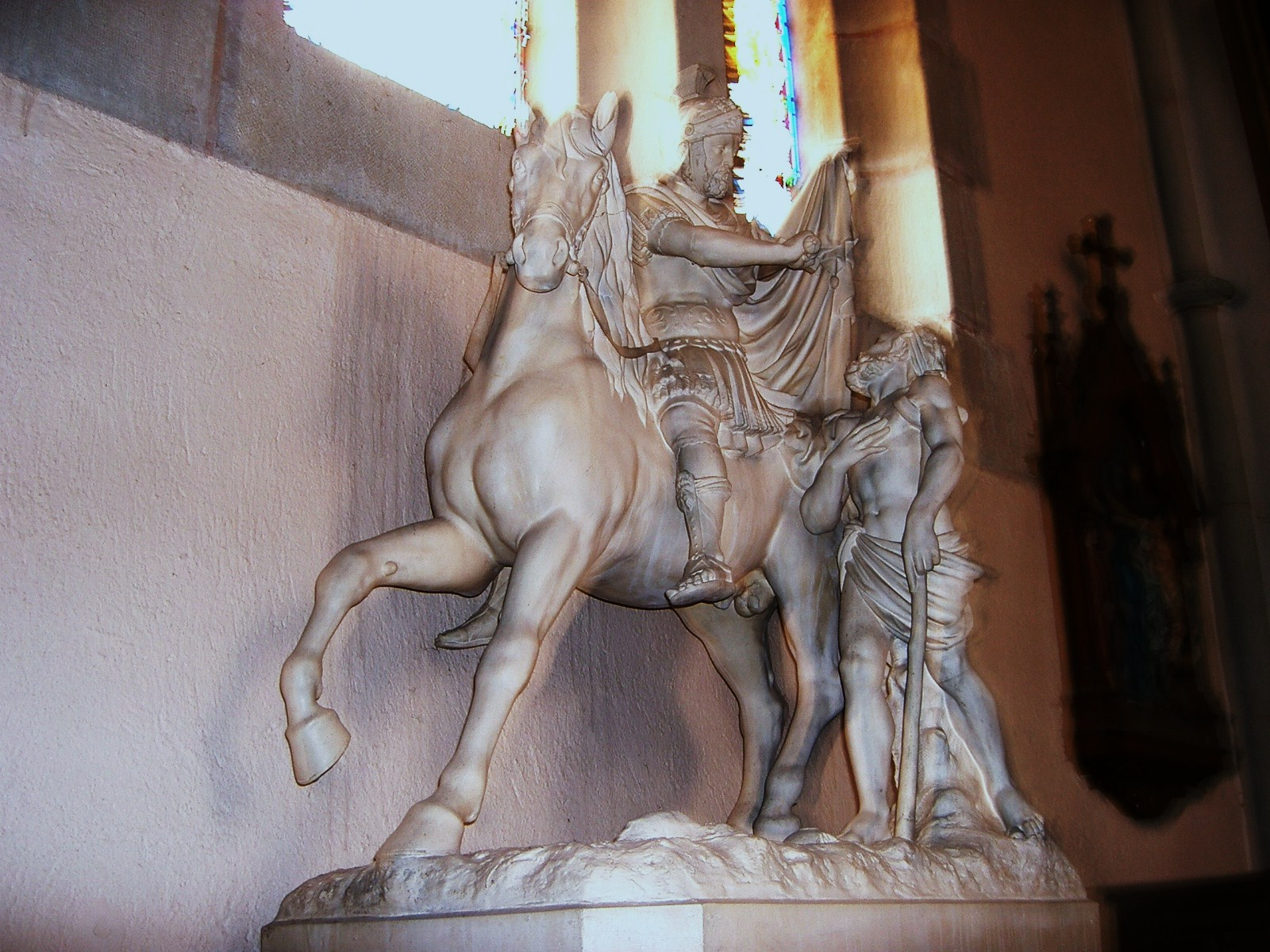
Sf. Martin, biserica din Nolay, Franța
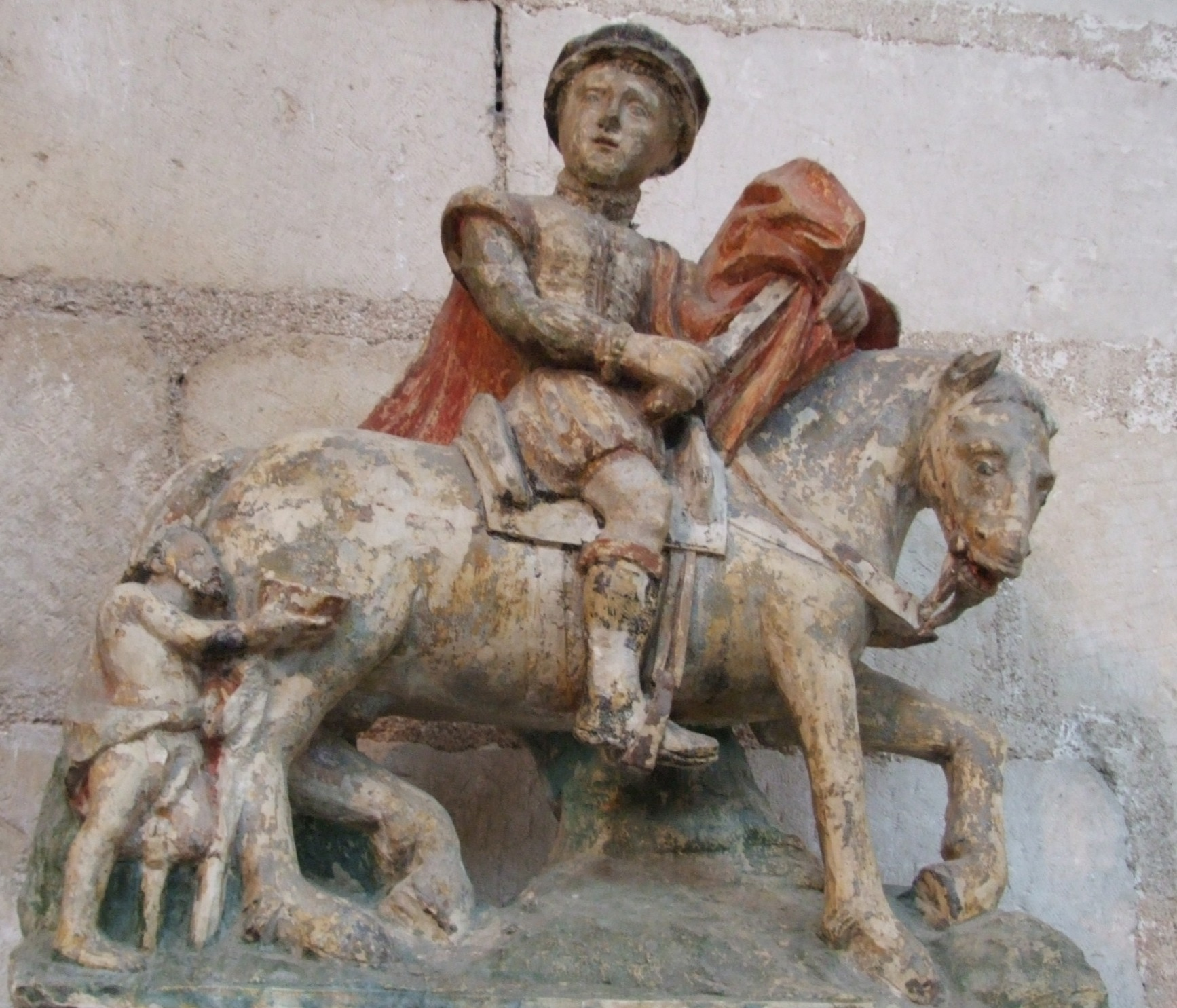
Sf. Martin, biserica abațială Saint-Germain din Auxerre, Franța
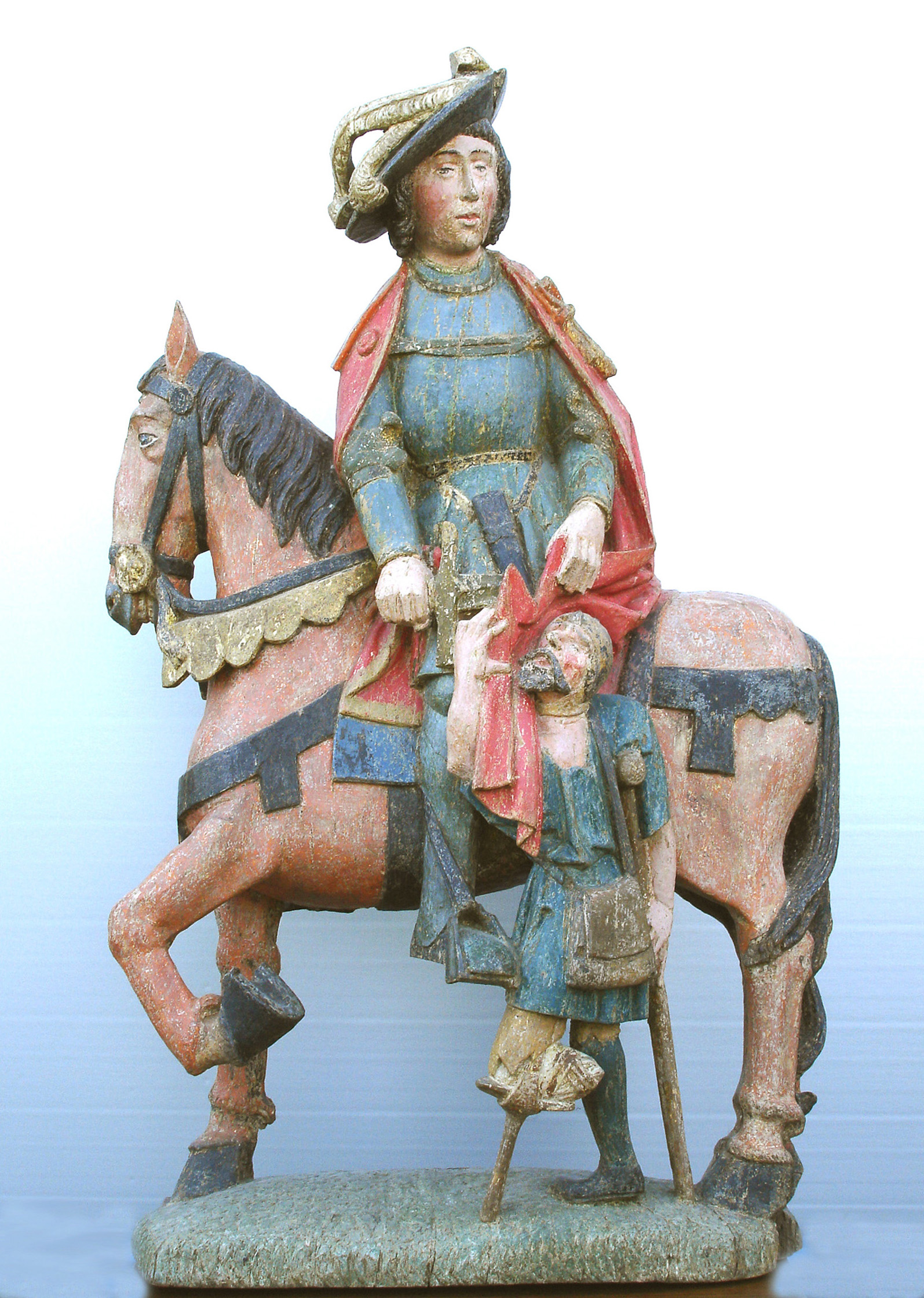
Caritatea / Generozitatea sfântului Martin, stejar policrom, școala mosană[39]prin 1520-1530, biserica Sfântul Martin și parohia-mamă din Tohogne, Tohogne, Belgia
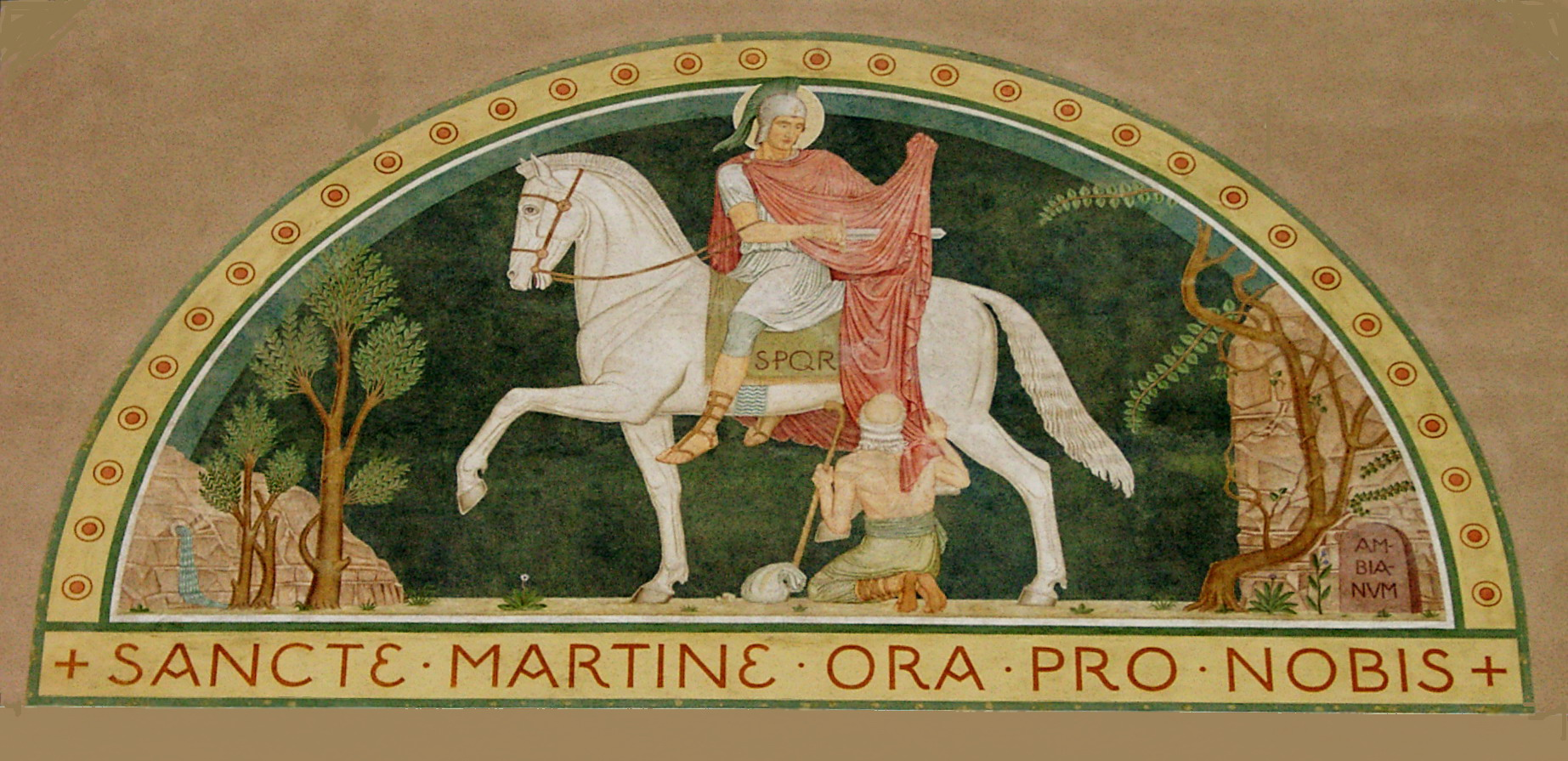
Jan Verkade, Sfântul Martin își împarte mantia cu un cerșetor, Mănăstirea Beuron, Germania
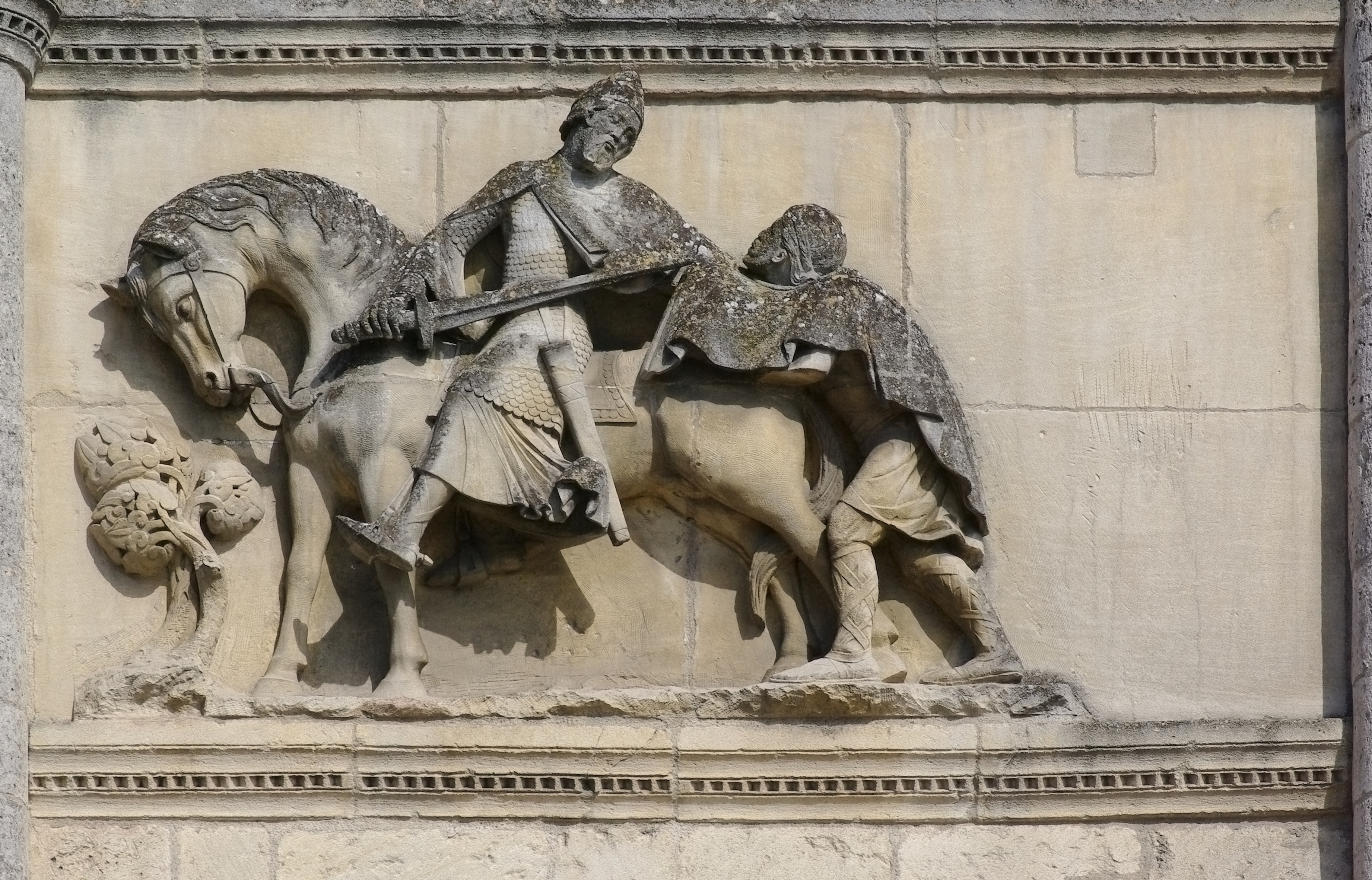
Fațada Catedralei Saint-Pierre din Angoulême (Charente, Franța)
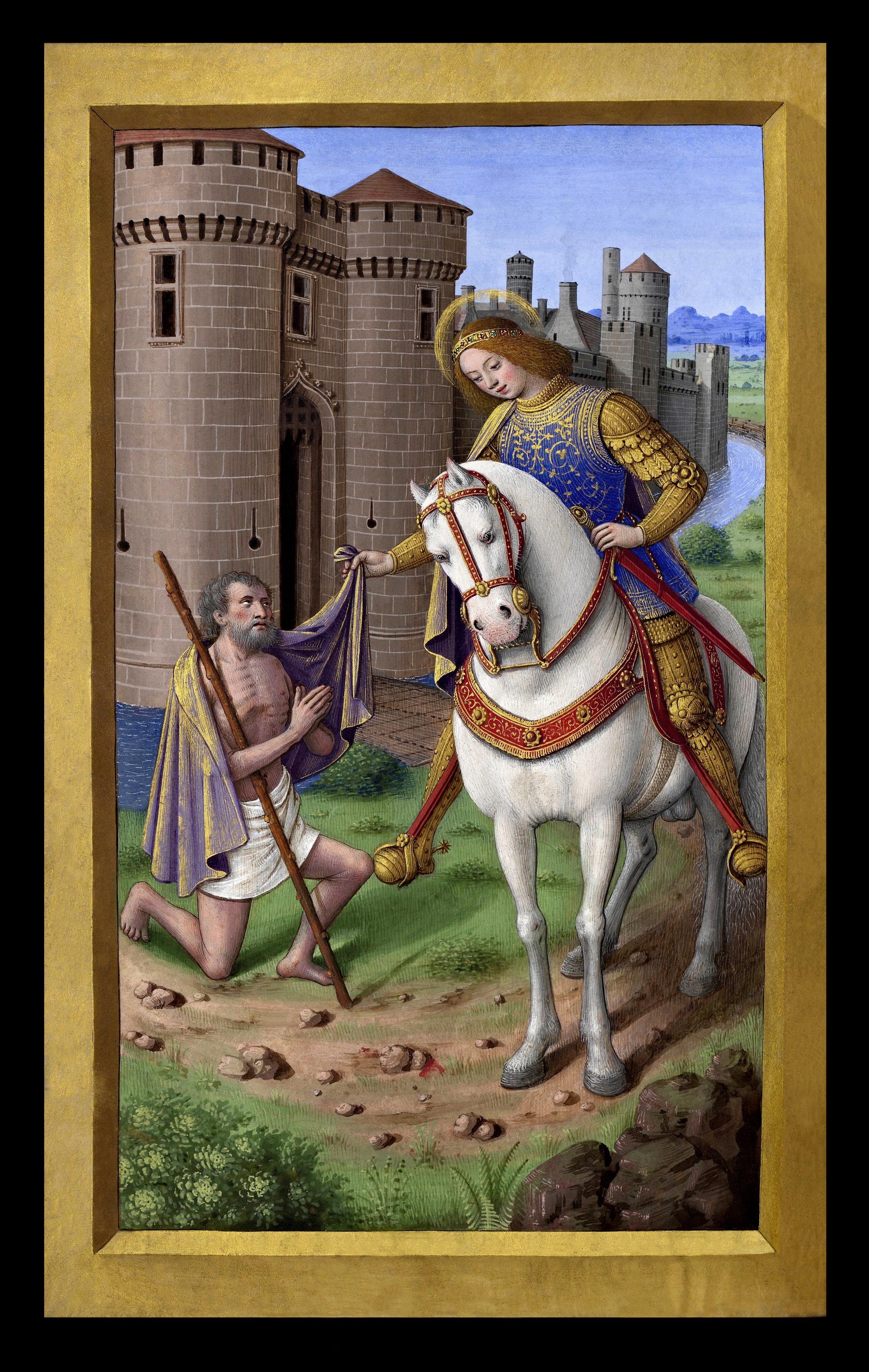
Miniatură din Grandes Heures d'Anne de Bretagne, de Jean Bourdichon
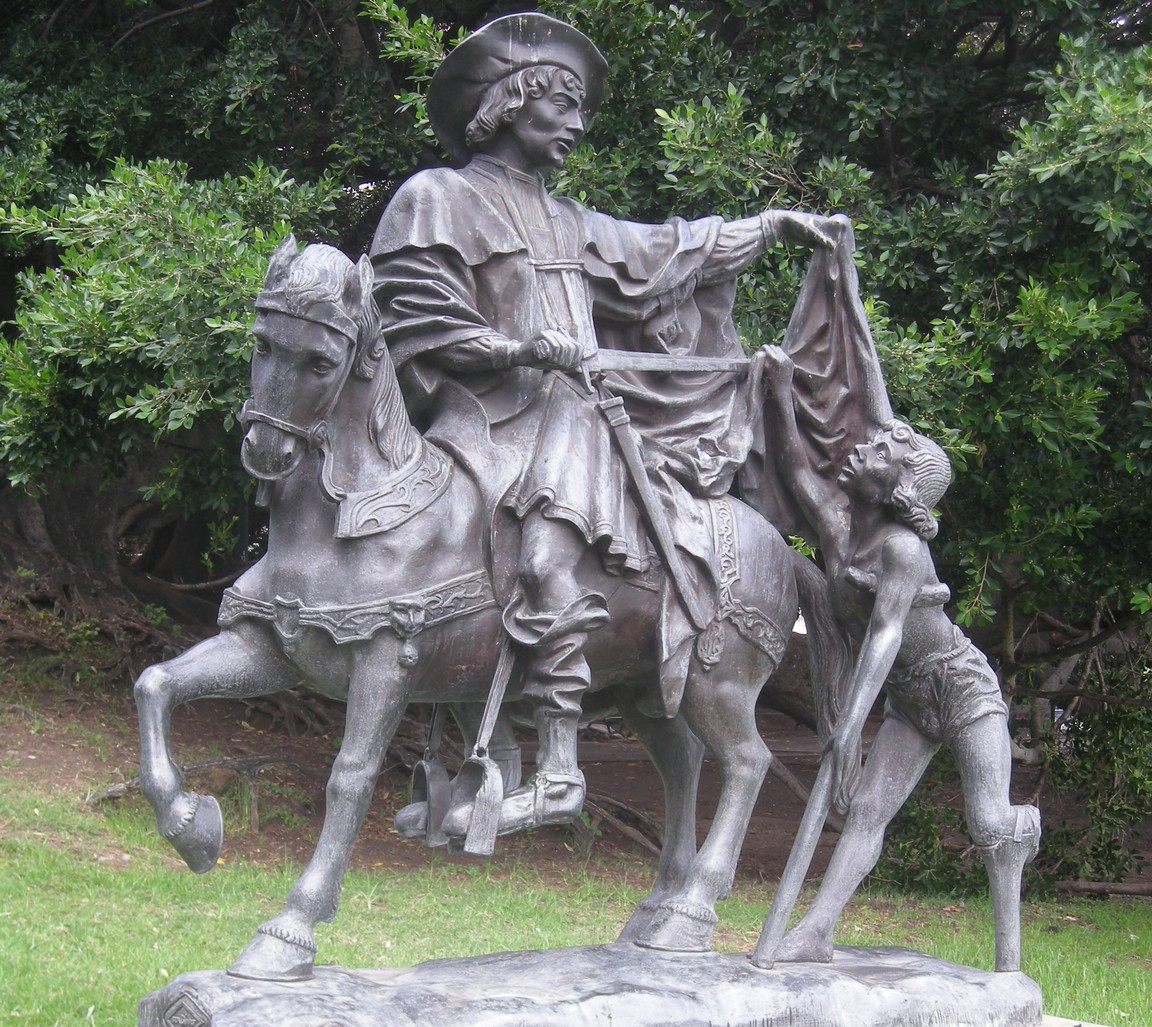
Buenos Aires în Argentina

## Locuri denumite în amintirea sa
- Insula Sfântul Martin

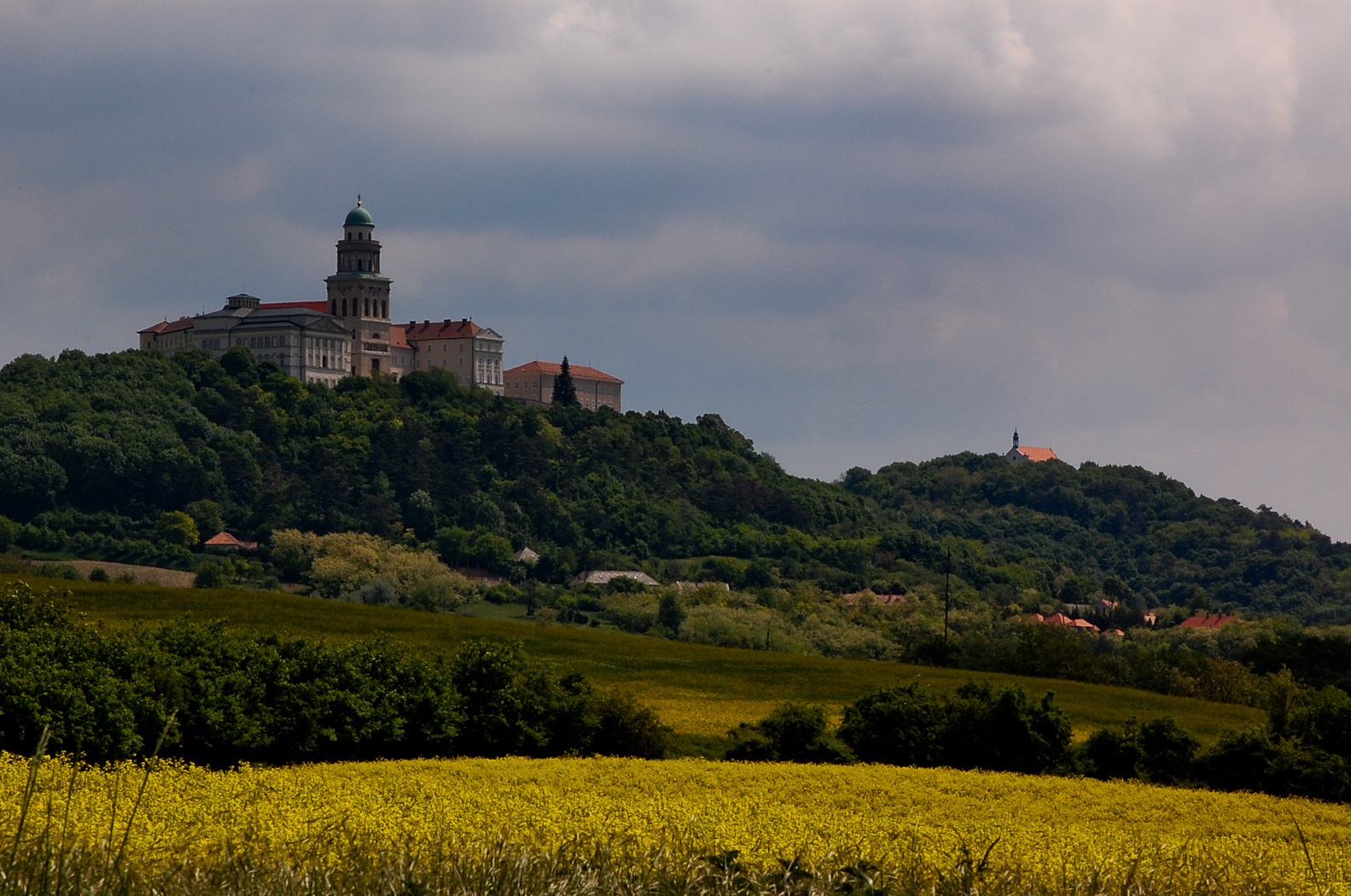
Abația benedictină Sf. Martin din Pannonhalma (în), secolul al XI-lea

- Biserica și Academia St. Martin in the Fields
- Sânmartin
- Martin, până în 1950 Svätý Martin / Turčiansky Svätý Martin, oraș în Slovacia
- Diciosânmartin, azi Târnăveni
- Biserica Sf. Martin din Sânmartin (Harghita)
- Șomartin, comuna Bruiu, județul Sibiu

## Sărbători

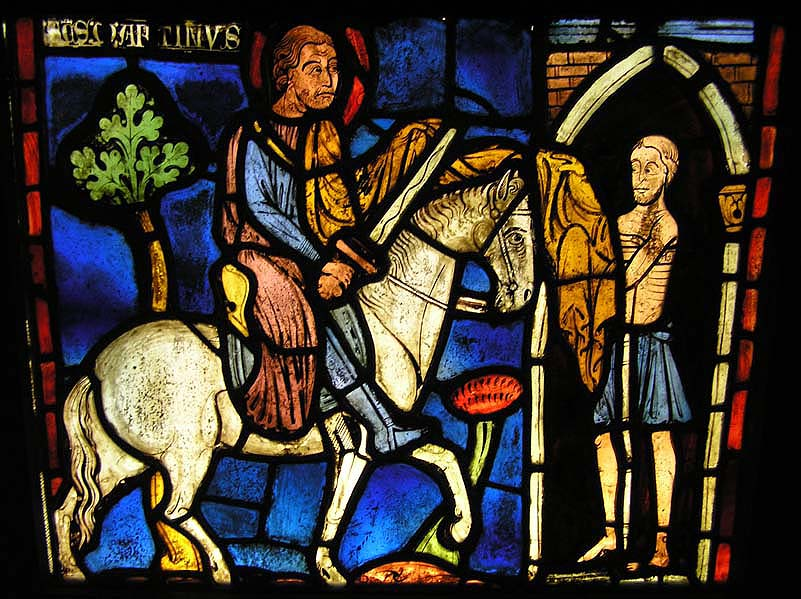
Sfântul Martin își împarte mantia cu un cerșetor. Vitraliu medieval (1220-1230). În prezent la Musée National du Moyen Âge, Paris

- în calendarul romano-catolic: 11 noiembrie (vezi Ziua Sfântului Martin)
- în calendarul ortodox: 13 februarie
- în calendarul greco-catolic: 13 februarie